# Ante Rukavina
Ante Rukavina (Sebenico, 18 giugno 1986) è un ex calciatore croato, attaccante.

## Carriera

### Club

#### Gli esordi nel Šibenik
Cresciuto nel Sebenico, la squadra della sua città, esordisce con la formazione croata nella 2. HNL, la seconda divisione nazionale, nel corso del campionato 2003-2004 a diciotto anni. Nelle stagioni successive comincia a giocare e segnare con una certa continuità ed alla fine del campionato 2005-2006 raggiunge la promozione alla categoria superiore con la propria squadra.
Nello stesso periodo esordisce nella Nazionale Under-20 della Croazia, con la quale il 15 marzo 2006 disputa una partita ad Umago contro la rappresentativa dei coetanei della Serie C italiana, terminata col punteggio di 6-0 per i padroni di casa, riuscendo a realizzare anche una rete.
Arrivato nella 1. HNL con la propria squadra, Rukavina esordisce nella massima divisione croata il 29 luglio 2006 nella sconfitta casalinga per 2-3 contro l'Osijek, mentre nel successivo match contro la Dinamo Zagabria mette a segno il suo primo gol stagionale. Nel Šibenik gioca stabilmente da titolare, fornendo delle ottime prestazioni ed arrivando a segnare otto reti complessive nei diciassette incontri disputati fino alla fine dell'anno solare.
Grazie alle sue prestazioni comincia ad essere convocato nella rappresentativa Under-21 della Nazionale croata e si interessano a lui alcuni importanti club europei quali Lione, Arsenal, Paris Saint-Germain, Olympique Marsiglia, Benfica e Sporting Lisbona.

#### Hajduk Spalato
Il 4 gennaio del 2007 viene però acquistato dall'Hajduk Spalato che gli fa firmare un contratto di quattro anni. Il suo esordio con la nuova maglia avviene il 17 febbraio 2007 nel match casalingo vinto per 3-0 contro l'Osijek, la stessa squadra che aveva battezzato il suo esordio nella massima serie croata.

#### Panathinaikos
Il 7 luglio 2008 appare sul sito ufficiale della squadra ateniese del Panathīnaïkos l'annuncio del suo passaggio nella squadra bianco-verde; l'attaccante croato ha firmato un quadriennale.

## Statistiche

### Cronologia presenze e reti in nazionale
| Cronologia completa delle presenze e delle reti in nazionale ― Croazia under 21 | Cronologia completa delle presenze e delle reti in nazionale ― Croazia under 21 | Cronologia completa delle presenze e delle reti in nazionale ― Croazia under 21 | Cronologia completa delle presenze e delle reti in nazionale ― Croazia under 21 | Cronologia completa delle presenze e delle reti in nazionale ― Croazia under 21 | Cronologia completa delle presenze e delle reti in nazionale ― Croazia under 21 | Cronologia completa delle presenze e delle reti in nazionale ― Croazia under 21 | Cronologia completa delle presenze e delle reti in nazionale ― Croazia under 21 |
| Data                                                                            | Città                                                                           | In casa                                                                         | Risultato                                                                       | Ospiti                                                                          | Competizione                                                                    | Reti                                                                            | Note                                                                            |
| ------------------------------------------------------------------------------- | ------------------------------------------------------------------------------- | ------------------------------------------------------------------------------- | ------------------------------------------------------------------------------- | ------------------------------------------------------------------------------- | ------------------------------------------------------------------------------- | ------------------------------------------------------------------------------- | ------------------------------------------------------------------------------- |
| 27-3-2007                                                                       | Zaprešić                                                                        | Croazia under 21                                                                | 5 – 0                                                                           | Slovenia under 21                                                               | Amichevole                                                                      | 3                                                                               |                                                                                 |
| 2-6-2007                                                                        | Varaždin                                                                        | Croazia under 21                                                                | 2 – 0                                                                           | Fær Øer under 21                                                                | Qual. Europeo Under-21 2009                                                     | 1                                                                               |                                                                                 |
| 6-6-2007                                                                        | Zaprešić                                                                        | Croazia under 21                                                                | 3 – 2                                                                           | Grecia under 21                                                                 | Qual. Europeo Under-21 2009                                                     | -                                                                               | 51’                                                                             |
| 22-8-2007                                                                       | Kreševo                                                                         | Bosnia ed Erzegovina under 21                                                   | 3 – 3                                                                           | Croazia under 21                                                                | Amichevole                                                                      | -                                                                               | 53’                                                                             |
| 12-10-2007                                                                      | Chieti                                                                          | Italia under 21                                                                 | 2 – 0                                                                           | Croazia under 21                                                                | Qual. Europeo Under-21 2009                                                     | -                                                                               | 67’                                                                             |
| 17-10-2007                                                                      | Tórshavn                                                                        | Fær Øer under 21                                                                | 1 – 2                                                                           | Croazia under 21                                                                | Qual. Europeo Under-21 2009                                                     | -                                                                               | 51’                                                                             |
| 17-11-2007                                                                      | Atene                                                                           | Grecia under 21                                                                 | 3 – 4                                                                           | Croazia under 21                                                                | Qual. Europeo Under-21 2009                                                     | 2                                                                               | 78’                                                                             |
| 21-11-2007                                                                      | Baku                                                                            | Azerbaigian under 21                                                            | 0 – 1                                                                           | Croazia under 21                                                                | Qual. Europeo Under-21 2009                                                     | -                                                                               | 90+2’                                                                           |
| 26-3-2008                                                                       | Čakovec                                                                         | Croazia under 21                                                                | 3 – 1                                                                           | Ungheria under 21                                                               | Amichevole                                                                      | -                                                                               | 51’                                                                             |
| Totale                                                                          |                                                                                 | Presenze                                                                        | 9                                                                               |                                                                                 | Reti                                                                            | 6                                                                               |                                                                                 |

| Cronologia completa delle presenze e delle reti in nazionale ― Croazia under 20 | Cronologia completa delle presenze e delle reti in nazionale ― Croazia under 20 | Cronologia completa delle presenze e delle reti in nazionale ― Croazia under 20 | Cronologia completa delle presenze e delle reti in nazionale ― Croazia under 20 | Cronologia completa delle presenze e delle reti in nazionale ― Croazia under 20 | Cronologia completa delle presenze e delle reti in nazionale ― Croazia under 20 | Cronologia completa delle presenze e delle reti in nazionale ― Croazia under 20 | Cronologia completa delle presenze e delle reti in nazionale ― Croazia under 20 |
| Data                                                                            | Città                                                                           | In casa                                                                         | Risultato                                                                       | Ospiti                                                                          | Competizione                                                                    | Reti                                                                            | Note                                                                            |
| ------------------------------------------------------------------------------- | ------------------------------------------------------------------------------- | ------------------------------------------------------------------------------- | ------------------------------------------------------------------------------- | ------------------------------------------------------------------------------- | ------------------------------------------------------------------------------- | ------------------------------------------------------------------------------- | ------------------------------------------------------------------------------- |
| 15-3-2006                                                                       | Umago                                                                           | Croazia under 20                                                                | 6 – 0                                                                           | Italia under 20                                                                 | Amichevole                                                                      | 1                                                                               | 61’                                                                             |
| 4-4-2006                                                                        | Brežice                                                                         | Slovenia under 20                                                               | 4 – 0                                                                           | Croazia under 20                                                                | Amichevole                                                                      | -                                                                               | 62’                                                                             |
| 7-3-2007                                                                        | Sassuolo                                                                        | Italia under 20                                                                 | 2 – 1                                                                           | Croazia under 20                                                                | Amichevole                                                                      | -                                                                               |                                                                                 |
| 23-3-2007                                                                       | Zagabria                                                                        | Croazia under 20                                                                | 1 – 0                                                                           | Slovacchia under 20                                                             | Amichevole                                                                      | -                                                                               | 51’                                                                             |
| 22-5-2007                                                                       | Senec                                                                           | Slovacchia under 20                                                             | 1 – 1                                                                           | Croazia under 20                                                                | Amichevole                                                                      | -                                                                               |                                                                                 |
| Totale                                                                          |                                                                                 | Presenze                                                                        | 5                                                                               |                                                                                 | Reti                                                                            | 1                                                                               |                                                                                 |

## Palmarès

### Club

#### Competizioni nazionali
- Druga hrvatska nogometna liga: 1

Šibenik: 2005-2006
- Campionato greco: 1

Panathinaikos: 2009-2010
- Coppa di Grecia: 1

Panathinaikos: 2009-2010
- Campionato croato: 2

Dinamo Zagabria: 2010-2011, 2011-2012
- Coppa di Croazia: 2

Dinamo Zagabria: 2010-2011, 2011-2012